# Тшебицкий, Анджей
Анджей Тшебицкий (23 ноября 1607 года, Тшебична под Серадзем — 28 декабря 1679 года, Кельце) — римско-католический и государственный деятель Речи Посполитой, епископ пшемысльский (1654—1658) и краковский (1658—1679), подканцлер коронный (1652—1658), интеррекс Речи Посполитой в 1674 году.

## Биография
Представитель польского шляхетского рода Тшебицких герба «Лебедь». Сын каштеляна велюнского Марцина Тшебицкого (1572—1657) и Катарины Рознятовской. Получил образование в иезуитском коллегиуме в Калише, затем изучал философию в иезуитском коллегиуме в Кракове. Затем изучал теологию в Риме, был рукоположён в священники после возвращения в Польшу. Вначале служил священником в приходе Прохы в Плоцкой епархии. В 1633 году стал каноником плоцкого капитула и одновременно получил степень доктора богословия.
30 апреля 1642 года Анджей Тшебицкий произнёс речь в Плоцком соборе, приветствуя польского короля Владислава IV с семьёй. С этого момента его духовная карьера пошла в гору. 30 мая 1642 года он стал каноником гнезненским, а в 1644 году — каноником краковского кафедрального капитула. В период бескоролевья в 1648 году Анджей Тшебицкий руководил канцелярией примаса, а от нового короля Яна Казимира в 1652 году получил должность подканцлера коронного.
12 декабря 1654 года по решению папы римского Иннокентия X Анджей Тшебицкий получил сан епископа пшемысльского. Вступил в сан епископа в иезуитской церкви в Кракове 21 сентября 1655 года. Задержка была вызвана войной со Швецией. Во время Шведского потопа сопровождал короля Яна Казимира в изгнании в Силезии. Он был сторонником изгнания ариан из Польши, чего потребовал на сейме в 1658 году.
14 июля 1657 года скончался в Рацибуже епископ краковский Пётр Гембицкий. Король Ян Казимир в письме в Рим предложил на должность епископа краковского Анджея Тшебицкого. Королевское предложение получило одобрение, 2 марта 1658 года папа римский Александр VII уволил Анджея Тшебицкого с должности епископа пшемысльского и назначил епископом краковским. 3 ноября 1658 года состоялся ингресс Анджея Тшебицкого в Вавельском кафедральном соборе.
После отречения польского короля Яна II Казимира в 1668 году епископ краковский Анджей Тшебицкий вначале поддерживал кандидатуру французского принца Луи де Бурбона-Конде, а в 1669 году был избран от Краковского воеводства на элекционный сейм, где поддержал избрание Михаила Корибута Вишневецкого на польский королевский престол.
В качестве епископа краковского Анджей Тшебицкий провёл большое обследование имущества Краковского епископства, восстановил разрушения после войны со Швецией и оказывал финнансовую поддержку Архибратству Милосердия Пресвятой Девы Марии в Кракове. Основал первую в Польше больницу для душевнобольных, называемую «Дом под Лебедем» (улица Госпитальная, 13). Завершил строительство часовни Ваз в Варшаве, отремонтировал часовую башню и пресвитерии. Собор украсил ценными гобеленами и чашечками и, исполняя завещание своего предшественника, заказал в Гданьске новый реликварий для святого Станислава. Мощи святого Станислава были положены в 1671 году. Анджей Тржебицкий привёз и похоронил в подвале часовни умершего после отречения от престола во Франции Яна Казимира Вазу.
После смерти польского короля Михаила Корибута Вишневецкого Анджей Тшебицкий участвовал в подготовке избрания нового короля. Из-за болезни примаса Казимира Флориана Чарторыйского он был назначен исполняющим обязанности интеррекса Речи Посполитой до избрания нового монарха. В 1674 году он был избран депутатом от Краковского воеводства на элекционный сейм, где поддержал кандидатуру Яна Собеского на польский престол. Через несколько дней после смерти примаса Казимира Флориана Чарторыйского он объявил королём Яна Собеского. После избрания новым архиепископом гнезненским Анджея Ольшовского Анджей Тшебицкий вступил с ним в острый конфликт, который закончился только после вмешательства папы римского.
церкви
В конце 1679 года Анджей Тшебицкий начал серьёзно болеть, но отслужил мессу на Рождество Христово. 28 декабря 1679 года епископ краковский скончался в городе Кельце. После мессы в Вавельском соборе он был похоронен 29 января 1680 года в костёле Святых Петра и Павла в Кракове. В соответствии с последней волей покойного его огромная библиотека была передана монастырю иезуитов (библиотека сгорела во время большого пожара 26 июля 1719 года). Племянник епископа — декан краковский Каспер Ценский изготовил в 1695—1696 годах покойному надгробие из чёрного мрамора в стиле барокко.